# Trémolo

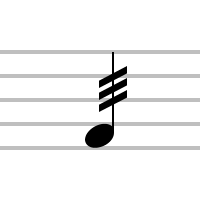
Figura 1. Trémolo

Trémolo (del italiano tremolo, "trémulo, tembloroso") es un término musical que describe la fluctuación o variación periódica en la intensidad (volumen o amplitud) de un sonido, mientras que la altura o frecuencia se mantiene constante.

## Tipos de trémolo
Los diversos efectos de trémolo se pueden clasificar a grandes rasgos en dos tipos. 
El primer tipo es una rápida repetición: 
- Una rápida sucesión de repeticiones de la misma nota.[3] Esta técnica se emplea con frecuencia en todas las familias de instrumentos, particularmente las de cuerda frotada y pulsada, como el arpa, donde se le llama bisbigliando o "susurrando".[5] Su uso es conocido como una práctica desde el siglo XVII en los instrumentos de cuerda.
- Una rápida alternancia entre dos notas o acordes. Se trata de una imitación de la anterior que es más común en instrumentos de teclado. Por su parte, en los instrumentos de baquetas tales como la marimba se puede ejecutar cualquier método. Esta modalidad no debe confundirse con un trino.
- Un redoble en cualquier instrumento de percusión, ya sea de altura determinada o indeterminada.

El segundo tipo de trémolo consiste en una variación de la amplitud. Este tipo se da en casos como los siguientes:
- En los órganos con registros tremulants. Si bien, se debe tener en cuenta que el registro tremulante del órgano no genera un trémolo, sino un vibrato;[6]
- Mediante el uso de efectos electrónicos en amplificadores de guitarra y pedales de efectos que rápidamente cambian el volumen de una señal hacia arriba y hacia abajo, creando un efecto de "temblor";
- Una imitación de esto mismo mediante las cuerdas en las que las pulsaciones se toman en la misma dirección que el movimiento de arco;
- Una técnica vocal que implica un vibrato amplio o lento, que no debe confundirse con el trillo o "trino Monteverdi".

## Representación gráfica
Este ornamento musical puede aparecer representado en las partituras o partichelas mediante los siguientes signos:
- Un símbolo formado por una o varias barras oblicuas cortas y anchas.
- La abreviatura «trem.» escrita encima de la nota o pasaje que se tocará conforme a tal indicación.

Estos signos pueden presentarse de las siguientes formas: 
- Si el trémolo afecta a una sola nota, las barras oblicuas atraviesan las plicas de la nota, ascendiendo desde la izquierda a la derecha. En el caso de la redonda que carece de plicas, las barras se dibujan por encima o por debajo de la cabeza de la nota, donde estaría la plica si hubiese una.
- Si el trémolo es entre dos o más notas, las barras se dibujan entre dichas notas. En ocasiones el trémolo que afecta a una blanca se dibuja con los trazos uniendo las dos notas. Como esta es la misma notación que se utiliza para indicar la interpretación de fusas repetidas, a veces se añade la palabra «trémolo» o la abreviatura «trem.», sobre todo en la música más lenta cuando existe posibilidad de confusión.

|                                                                                                   |
| Figura 2. Notación del trémolo sobre una nota. Reproducir con trémoloⓘ o Reproducir sin trémoloⓘ. |

|                                                 |
| Figura 3. Notación del trémolo entre dos notas. |

- Si es un trémolo no medido que afecta a una sola nota, indica que esa nota debe tocarse lo más rápido posible y se representa mediante tres líneas que atraviesan la plica además de la abreviatura «trem.» sobre la nota. Cuando este signo se coloca sobre una nota unida a otra mediante una barra de unión, ésta cuenta como uno de los trazos del trémolo. Este tipo es más habitual en la música para cuerda, percusión e instrumentos con diapasón.[7]
- Si es un trémolo medido que afecta a una sola nota, el número de barras indica que la nota debe ser subdividida así como el valor con que deberá ejecutarse este adorno en función de la duración de la nota. Así pues, una barra representa un valor de corchea, dos barras representan un valor de semicorchea y así sucesivamente. En ocasiones, este tipo de trémolo en la música para cuerda es señalado mediante una serie de puntos sobre la nota, además de las barras a través de la plica. Los puntos hacen referencia a la subdivisión que ha de hacerse de la nota, mientras que las barras oblicuas dan a entender la duración.[7]

Conforme a Grabner, cuando el compositor pretende que las notas se ejecuten exactamente el número de veces indicado por los valores representados por las barras se emplea la expresión «non tremolo» abreviada como «non trem.».

## Diferenciación de conceptos similares
El trémolo no debe ser confundido con otros conceptos y signos musicales que pueden presentar similitudes. 

### Trémolo y vibrato

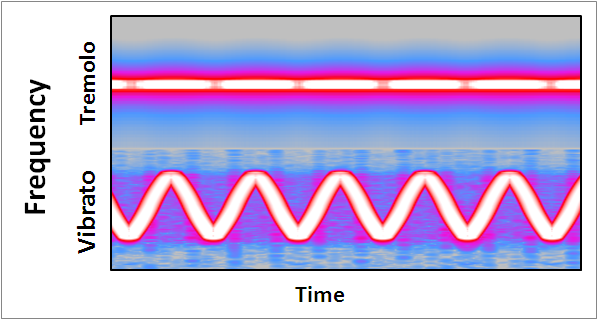
Figura 4. Espectrograma ilustrando la diferencia entre trémolo y vibrato.

Los términos vibrato y trémolo a veces se utilizan indistintamente aunque las estrictas definiciones de cada uno de ellos los describen como efectos distintos. El vibrato es una variación periódica en la altura (frecuencia) de una nota musical, lo cual afecta la afinación. Por su parte, el trémolo generalmente hace referencia a variaciones periódicas en la intensidad (volumen o amplitud) de una nota musical.
En la práctica, es difícil para un cantante o un instrumentista lograr un vibrato puro o un trémolo puro en los que únicamente se modifica la altura o bien el volumen del sonido; de hecho, las variaciones tanto en altura como en intensidad suelen conseguirse al mismo tiempo. La manipulación o generación de señales electrónicas hace que sea más fácil lograr o mostrar un trémolo y/o un vibrato puros.
En determinados casos uno de estos términos (trémolo o vibrato) se utiliza para describir el efecto que normalmente se asocia con el otro término. Por ejemplo:
- El dispositivo conocido "brazo de trémolo" (tremolo arm) es el puente móvil de una guitarra eléctrica que permite al intérprete subir o bajar la altura de una nota o acorde, es decir, variar la altura o afinación de las cuerdas. En consecuencia, se produce el efecto del vibrato, aunque aquí sea denominado trémolo.[1]
- Por el contrario, la llamada "unidad de vibrato" (vibrato unit) integrada en muchos amplificadores de guitarra en realidad produce el efecto que se conoce como trémolo en todos los demás contextos.[6]

## Técnicas interpretativas

### En instrumentos de cuerda

#### Cuerda frotada
En los instrumentos de cuerda frotada consiste en la repetición rápida de la misma nota y se obtiene mediante movimientos muy rápidos del arco hacia arriba y hacia abajo. Esta técnica fue utilizada por primera vez en el siglo XVII por Claudio Monteverdi en el Il Combattimento di Tancredi e Clorinda de 1624. Con los arcos siempre es posible aplicar la técnica de diteggiato, que consiste en el trémolo aplicado a dos diferentes notas repetidas en una misma cuerda. 
El término «tremolando» se refiere especialmente a una repetición rápida de una inclinada instrumento de cuerda, uno de los usos más comúnmente vistos de la técnica. En un violín o un instrumento similar el trémolo a veces se combina con la ejecución sul ponticello (moviendo el arco cerca del puente del instrumento), lo que da un efecto fino y aflautado a menudo percibido como "fantasmal".

#### Cuerda pulsada
Otro uso común de esta técnica en una nota, una reiteración, utilizado en la ejecución de instrumentos tales como la mandolina o la bandurria. Es común en la música tradicional rusa, que se utiliza en instrumentos tales como la balalaika, domra y gusli. Una vez que la cuerda es pulsada la nota decae muy rápidamente y tocando la misma nota muchas veces muy rápidamente, se puede crear la ilusión de una nota que se mantiene más tiempo. Esta técnica es común también en la interpretación de la marimba.
El trémolo es también una conocida técnica de guitarra clásica que implica el uso del pulgar para tocar notas individuales graves concurrentes , o seguidas directamente por la repetición rápida de una nota más aguda tocada con dos dedos (el medio e índice) o tres (el anular, medio e índice). Francisco Tárrega utilizó esta técnica notablemente en su célebre composición Recuerdos de la Alhambra.

### En instrumentos de viento
Los instrumentos de viento también utilizan el trémolo. Cuando aparece en una sola nota se ejecuta a través de la técnica del trémolo dental o frullato, que consiste en soplar al mismo tiempo que se pronuncian las consonantes «tr», «dr» o «vr» para hacer vibrar la parte anterior de la lengua; o bien la consonante «r» (pronunciada como la «r» sorda francesa) para que vibre la parte posterior de la lengua.

### En instrumentos de teclado

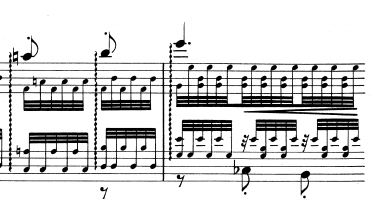
Ejemplo de trémolo en Liszt (Estudio 12 de los Études d'execution trascendante)

El trémolo de dos o más notas es común en el piano y otros instrumentos de teclado. El compositor Franz Liszt utiliza a menudo esta técnica en sus piezas para piano. En el piano, trémolo puede crear un sonido aparentemente más fuerte y más largo que se puede mantener indefinidamente. Históricamente, su uso en instrumentos de tecla se remonta a un tiempo anterior a la invención del piano cuando los clavicémbalos y otros instrumentos similares como la espineta eran estándar. Estos instrumentos no podían sostener las notas tanto como un piano moderno, por lo que el trémolo se empleaba para simular un sonido que se mantenía durante más tiempo, además de ser utilizado como un efecto independiente.
Los instrumentos de teclado imitando el trémolo de las cuerdas, fue ampliamente utilizado en el siglo XIX. El trémolo es similar al trino aquí y también puede tocarse sobre una sola nota o dos notas que se repiten en un intervalo disjunto (por lo menos una tercera). Las notas alternadas rápidamente pueden ser individuales, dobles o acordes completos. El trémolo crea un sonido pleno y se utiliza en las piezas de piano para imitar los rellenos grandes orquestales (sobre todo los arreglos de piano y transcripciones, pero no sólo), o para sostener la armonía.

### En canto
La figura del trémolo también era característica en la música vocal de los siglos XVII y XVIII.
Un ejemplo de trémolo vocal más actual lo ejecuta el guitarrista y cantante de rock David Lebón al cantar su primer verso en «Dale alegría a mi corazón» (1990) de Fito Páez.

### Trémolo de modulación de amplitud
El trémolo también se puede lograr mediante el uso de modulación de amplitud. Este tipo de efecto a menudo se utiliza en los instrumentos electrónicos y adopta la forma de una multiplicación del sonido mediante una forma de onda de baja frecuencia conocida como LFO. El resultado es similar al efecto de un movimiento rápido de arco en el violín o una manipulación rápida del piano. En el acordeón e instrumentos relacionados, el trémolo por modulación de amplitud se logra a través de la intermodulación entre dos o más cañas un poco desafinadas entre sí. En el órgano estos rangos ondulantes se denominan voix celeste u onda maris.

## Historia y ejemplos
El trémolo fue inventado por el compositor de finales del siglo XVI Claudio Monteverdi y fue utilizado para los efectos del stile concitato en Il Combattimento di Tancredi e Clorinda escrito en forma de semicorcheas repetidas. 
El trémolo medido presumiblemente tocado con regularidad rítmica, fue inventado para añadir intensidad dramática al acompañamiento de cuerdas y contraste con los golpes ordinarios del tenuto. No obstante, no fue hasta la época de Gluck que el trémolo real se convirtió en un método aceptado de la producción de tono.
Existen otros cuatro tipos trémolos históricos entre los que se incluyen el obsoleto tremolo ondulante, el trémolo de arco, el tremolo de dedos (o tremolo ligado) y el trémolo de arco y dedos. El trémolo ondulante se ejecuta a través de los dedos de la mano derecha, ejerciendo y relajando alternativamente la presión sobre el arco para crear un efecto "muy incierto-ondulad". Sin embargo, es preciso decir que a menos que los violinistas hayan perdido por completo el arte de este movimiento en particular, el resultado es decepcionante e inútil en extremo, "aunque se ha sugerido que se ejecute como una serie de jetés en lugar de como un golpe de legato.
Los pasajes de trémolo, ya presentes en las sonatas de Beethoven, se emplean con frecuencia en la música para piano del Romanticismo. Destacan los estudios sobre el trémolo de Franz Liszt, que son el «Estudio n.º 1» de los 6 Estudios de ejecución trascendental de Paganini y el «Estudio n.º 12 Chasse-neige» de los 12 Estudios de ejecución trascendental, ambos de Franz Liszt. La pieza n.º 60 de El pianista virtuoso de Charles-Louis Hanon es una muestra de cómo ejercitar el trémolo en el piano. 
En el repertorio de piezas que hacen uso del trémolo se encuentran las siguientes
- Niccolo Paganini, Gran sonata para guitarra sola con acompañamiento de violín, III tempo IV variaciones.
- Francisco Tárrega, Recuerdos de la Alhambra.
- Agustín Barrios Mangoré, Una limosna por el amor de dios (también conocido como La última canción).
- Agustín Barrios Mangoré, Un sueño en la floresta.
- Giulio Regondi, Reverie - Notturno, op. 19.
- Manuel María Ponce, Sonata III, III tempo.
- Manuel María Ponce, Preludio n.º 2 (de 24 Preludios).
- Ricardo Viñas, Fantasía original.
- Eduardo Sainz de la Maza, Campanas del alba.
- Fernando Sor, El colibrí (arreglo de Sophocles Papas Estudio Op. 35 n.º 5, ed. Columbia Music Co, Washington, 1975).

El trémolo de dos notas es de uso frecuente en la música moderna, por ejemplo, en géneros musicales como el blues.